# La linea d'ombra (programma televisivo)
La linea d'ombra è una trasmissione televisiva in onda su Rai 2 dal 2007 al 2008 in seconda serata.
La trasmissione è ideata da Francesco Cirafici e Massimo Picozzi, condotta da quest'ultimo e diretta da Bruno di Marcello e Riccardo Grandi.

## Il programma
Massimo Picozzi racconta, in ogni puntata, i più controversi serial killer nostrani e stranieri, oltre ai più famosi casi di cronaca nera, cercando di analizzare, con il commento di ospiti come il criminologo Francesco Bruno, il sociologo Umberto Galimberti e lo psichiatra forense Prof. Romolo Rossi, le cause sociali e psicologiche che hanno spinto gli autori al compimento delle loro gesta criminali. La voce narrante è quella di Sergio Fiorentini nella prima stagione e di Dario Penne nella seconda stagione.
La puntata "Ludwig" fu contestata per la de-politicizzazione della vicenda oggetto della puntata. Gli atti terroristici del gruppo neonazista - riduttivamente presentati come "ribellione contro lo Stato" - vengono descritti come "pretesto per dare corso alla furia omicida" dei due condannati.

## Stagioni

### 1ª stagione
1. Stevanin - Il killer delle prostitute
2. Dahmer - Il cannibale di Milwaukee
3. Michele Profeta - Il killer delle carte da gioco
4. Sonya Caleffi - L'angelo della morte
5. Chikatilo - Il mostro di Rostov
6. Kuklinski - L'uomo di ghiaccio
7. Daniela Cecchin - L'erotomane assassina
8. Minghella - Il mostro di Genova

### 2ª stagione
1. LUDWIG - Sotto il segno della svastica
2. Milena Quaglini - L'angelo sterminatore
3. Pietro De Negri - Il canaro della Magliana
4. Giancarlo Giudice - Il mostro di Torino
5. Pietro Maso & Ferdinando Carretta - Onora il padre e la madre
6. Lo strano caso di Ezzedine Sebai
7. Le bestie di Satana
8. Cannibali (Armin Meiwes-Jeffrey Dahmer-Issei Sagawa)
9. Roberto Succo - I mille volti dell'assassino
10. Harris & Klebold - Morte a scuola